# Leucopis morgei
Leucopis morgei är en tvåvingeart som beskrevs av Smith 1963. Leucopis morgei ingår i släktet Leucopis och familjen markflugor. Inga underarter finns listade i Catalogue of Life.